# International Submarine Band
Die International Submarine Band war eine US-amerikanische Country-Rock-Formation.

## Anfänge
Anfang der sechziger Jahre fanden sich in Cambridge, Massachusetts, einige talentierte Musiker zusammen. An der dortigen Harvard University war Gram Parsons eingeschrieben, der neben musikalischen Talent über erhebliche Geldmittel verfügte. Gemeinsam mit dem Gitarristen John Nuese stellte er eine Band zusammen, die den Schlagzeuger Mickey Gauvin und den Bassisten Ian Dunlap umfasste. Zu ihrem Bekanntenkreis gehörte der frühere Kinderstar Brandon deWild, der sie 1966 nach New York City holte. Bei dem kleinen Label Ascot von Monte Kay und Jack Lewis wurden zwei Singles veröffentlicht, die aber erfolglos blieben.
Brandon deWild war mittlerweile nach Los Angeles gezogen und hatte Kontakte zur Filmindustrie geknüpft. Für eine kurze Szene in einem Peter Fonda Film wurde eine Band benötigt. Auf Vermittlung deWilds zogen die vier Musiker kurzerhand nach Kalifornien. Ihr Auftritt in dem Film The Trip wurde zwar später herausgeschnitten, aber sie hatten in der lokalen Szene Fuß gefasst.

## Karriere
Im Mai 1967 stiegen Dunlop und Gauvin aus und gründeten die Flying Burrito Brothers. Nur Tage später erhielt die International Submarine Band einen Schallplattenvertrag bei Lee Hazlewoods LHI Label. Parsons und Nuese heuerten kurzfristig den Schlagzeuger Jon Corneal und den Bassisten Chris Ethridge an. Ergänzt durch Studiomusiker wurde wenig später die Single Luxory Liner, eine Parsons Komposition, produziert.
Ende 1967 wurde das Album Safe At Home eingespielt, das heute als erstes Country-Rock-Album der Musikgeschichte gilt. Kurz nach Fertigstellung erhielt Parsons ein Angebot, bei den Byrds einzusteigen. Das Ende der International Submarine Band war damit besiegelt. Safe At Home wurde erst mit einjähriger Verspätung veröffentlicht.
Dreißig Jahre später ließen Ian Dunlop und Jon Corneal die International Submarine Band wieder aufleben. Im Jahr 2000 wurde das Album Back at Home veröffentlicht.

## Diskografie
- 1968 – Safe At Home
- 2000 – Back At Home